# Yézidisme
Le yézidisme, Sherfedîn ou religion des sept archanges, est une religion monothéiste de la communauté ethno-religieuse yézidie qui est présentée par ses pratiquants (les yézidis, yazidis ésides, jésides ou yésides) comme plongeant ses racines dans l'Iran antique,,,,,.
Les yézidis forment une minorité confessionnelle. Ils sont adeptes d’un monothéisme issu d'anciennes croyances. On retrouve en effet de nombreuses similitudes entre le yézidisme actuel et les religions de l'Iran ancien. Ainsi, le yézidisme est considéré par ses pratiquants comme une survivance du mithraïsme iranien qui s'est adapté à un environnement hostile en absorbant des éléments exogènes,, notamment les enseignements de Cheikh Adi, un savant soufi qui s'est installé dans la vallée de Lalesh au XIIe siècle. Cependant d'autres études (européennes ou celles de théologiens musulmans) le considèrent comme un mouvement hétérodoxe de l'islam sunnite apparu au XIIe siècle et sur lequel des éléments pré-islamiques ont par la suite été greffés,.

## Généralités
Géographiquement localisé dans le Kurdistan, et dans le Caucase (Arménie, Géorgie), le yézidisme est présenté par ses pratiquants comme l'une des plus vieilles religions monothéistes,,.
Les Yézidis sont kurdophones et parlent exclusivement le dialecte kurmandji. Ils constituent moins de 5 % de la population kurde prise dans son ensemble. Ils vivent pour l'essentiel au Kurdistan irakien au Bahdinan, dans les deux districts de Sinjar (en) et de Sheixan (en) (au sud-ouest et au nord-est de Mossoul, au Kurdistan turc dans le district de Midyad (province de Mardin), dans le Caucase (essentiellement en Arménie) et dans d'autres régions de l'ancienne URSS. À la suite des persécutions, beaucoup d'entre eux ont émigré en Allemagne,.
Le principal lieu de culte des yézidis est le temple de Lalech. Ce lieu saint est situé dans la province de Ninive, dans le Kurdistan irakien.
Les yézidis possèdent deux livres sacrés : le Kitêba Cilwe, le Livre des Révélations, et le Mishefa Reş, le Livre noir. Le Kitêba Cilwe décrit Malek Taus (littéralement « l'ange-paon », l'émanation de Dieu) et sa relation spéciale avec les yézidis, alors que le Mishefa Reş décrit la création de l'Univers, des sept grands anges, des yézidis et les lois que les yézidis doivent suivre. Toutefois, des études académiques plus récentes mettent fortement en doute l'authenticité de ces textes qui seraient des faux diffusés par un antiquaire peu scrupuleux du nom de Jeremiah Shamir à Mossoul.
Le dialecte kurde kurmandji est la langue sacrée des Yézidis. Comme il s'agit de la langue employée dans les deux livres sacrés, toutes les prières et toutes les cérémonies sont lues, récitées et prononcées en kurmandji.
La transmission orale tient une grande place : peu de yézidis ont lu ou vu les deux livres saints. Les fidèles de cette religion croient en un dieu unique : Xwede. Ce mot est à rapprocher des mots god en anglais, Gott en allemand ou encore khodā (خدا) en persan. Malek Taous tient cependant une place importante dans cette religion. Avant de créer le monde, Dieu a créé les sept anges et désigné Malek Taous comme leur chef. Une fois le monde créé, Dieu a chargé Malek Taous de s'en occuper.
Les yézidis ont un système de castes depuis leur fondation, qui a cependant été modifié par Cheikh Adi au XIIe siècle. Au sommet de cette hiérarchie se trouve le prince yézidi, le « Mîr ». Juste au-dessous de lui il y a le Baba Cheikh, le « pape » yézidi. Les Faqirs, Qewels et Kocheks, qui sont des serviteurs religieux, servent le Baba Cheikh. Toutes ces positions hiérarchiques sont détenues par deux des trois castes yézidies principales, les Cheikhs et les Pirs, tandis que la majorité des yézidis sont de la caste de Murids, qui est la caste du commun des mortels.

### Aspects démographiques
Il est difficile de connaître le nombre exact de yézidis : une estimation donne un total de 800 000. Ils ont pu être 600 000 en Irak (essentiellement dans la région du Gouvernement régional du Kurdistan, qui est leur berceau historique) et 180 000 dans les anciennes républiques de l'URSS (Russie, Géorgie, Arménie). Il existe également des communautés importantes en Europe (notamment en Allemagne où ils sont environ 50 000), mais aussi aux États-Unis et au Canada[réf. nécessaire]. L’estimation du nombre de yézidis a toujours été très difficile. Les raisons de cette incertitude sont variables selon les époques, les pays mais aussi la source des estimations. La difficulté d’accès à leur zone d’habitation est un élément majeur. Ce sont en grande partie les persécutions physiques qui poussent les yézidis à rejoindre ces zones difficiles d’accès. Ces populations se trouvent de plus au cœur de nombreux enjeux politiques, ce qui contribue aussi à la difficulté d’estimations chiffrées : mise en place de quotas par exemple.
Traditionnellement, le nombre de yézidis fut toujours sous-estimé en Turquie, en Irak, en Syrie et même en Iran. Ainsi, les autorités irakiennes sous Saddam Hussein n'évoquaient que quelques milliers de yézidis en Irak. Après 2003, ce fut une grosse surprise pour les occupants américains d'estimer que la population yézidie était sans doute beaucoup plus importante qu'indiquée autrefois. En 2009, la CIA indiquait que les yézidis étaient sans doute plusieurs centaines de milliers en Irak, peut être 200 000 au moins, la fourchette basse des estimations étant de 60 000 individus au moins. Avant 2003, les autorités irakiennes indiquaient quelques milliers d'individus, l'estimation la plus basse étant 3 000 individus. De nos jours, avec les flux migratoires, il est toujours aussi difficile de recenser le nombre exact de yézidis. Avant 2003, il est établi que des villages entiers de yézidis n'étaient tout simplement pas recensés. De même, avec les pressions religieuses, pour vivre en paix, des familles yézidies se faisaient passer pour des musulmans aux agents recenseurs. En Turquie, il n'y a plus d'estimations de cette population depuis 1965.[réf. nécessaire] Le PKK, le Parti des travailleurs du Kurdistan affirme que plus de 100 000 Yézidis (2009) vivraient en Turquie.
En Irak, en janvier 2019, le congrès des Yézidis affirme qu'ils étaient plus de 600 000 en Irak, mais qu'entre 2014 et 2018, ils furent en partie victimes de génocide sous Daech, et une autre grande partie a choisi le chemin de l'exil.
En Iran, le nombre de yézidis est difficile à établir : les autorités iraniennes indiquent quelques milliers de représentants tout au plus, alors que différents mouvements kurdes indiquent au moins plus de 100 000 représentants. En Arabie Saoudite, la religion yézidie n'est pas reconnue, et ses membres, persécutés, doivent pratiquer clandestinement, ou partir pour l'étranger. Le nombre de yézidis en Arabie Saoudite est inconnu. Il existe de petits groupes de yézidis en Arménie, en Palestine, en Jordanie, au Pakistan, en Afghanistan, au Turkménistan, au Tadjikistan, en Égypte, au Koweït, et aux Émirats arabes unis. Aux États-Unis et au Canada, ils sont très dispersés, avec une immigration récente, de telle sorte qu'il est encore trop tôt pour que ces deux pays donnent des estimations sur le nombre de yézidis.
En Europe du fait de l'immigration, on trouve des groupes de yézidis en Allemagne, en France, au Royaume-Uni, en Belgique (90 % en province de Liège) et dans les pays scandinaves.
Dans l'ensemble du Kurdistan, la religion yézidie est bien vue et tolérée par les autochtones kurdes, car cette religion est l'un des éléments de l'identité, de l'histoire, de la culture, et de la vie des Kurdes. Pour les Turcs et les Arabes, ce sont une religion et des croyances qui relèvent du passé, et ses pratiquants sont considérés comme des ruraux arriérés. Pour les fondamentalistes musulmans, le yézidisme doit tout simplement disparaître, tout comme d'autres croyances et religions, comme les chrétiens, et les mandéens.
Depuis les conflits des années 1980, même si les Kurdes sont majoritairement musulmans sunnites, leurs regards sur les yézidis a changé, et ils montrent plus d'attention à cette religion de leurs ancêtres, alors qu'auparavant le sentiment à cet égard était plutôt indifférent et que cette religion était souvent assimilée, par exemple, au folklore local. Avec les exactions et massacres commis par l'organisation djihadiste radicale État islamique, il arrive que des Kurdes musulmans se convertissent au yézidisme, retrouvant ainsi la religion de leurs ancêtres.[réf. nécessaire]

## Origines du nom Yézidi

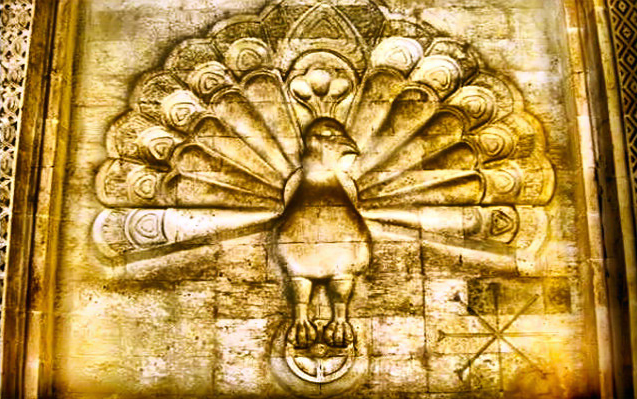
L'archange yézidi Taous Malek.

L’origine du nom même de yézidi est débattue. Le terme yézidi fait l’objet d’un double emploi. Il s’utilise aussi bien pour parler d’un individu appartenant à la tribu des Yézidis, que pour parler d’un pratiquant du yézidisme.
Les yézidis honorent l'archange Taous Malek (Tawûs veut dire paon). Le nom de yazidi provient du proto-iranien yazatah qui veut dire « être digne d'adoration » ou « être saint », d'où ange ou être suprême, que l'on retrouve dans l'avestique Yazata, le moyen-persan yazad et yazd, au pluriel yazdan, qui aboutit en persan moderne à izad et en kurde à yezid et yezdan.
Yezdan en kurde veut dire à la fois dieu — nom commun puisque le dieu des Yézidis s'appelle Xwede (le X se prononce comme une jota espagnole) — et divin. Mais le nom yézidi peut également provenir de Xwede Ez da (Men da), signifiant j'ai été créé par Dieu en kurde moderne. Les lettres YZD en écriture cunéiforme, trouvées sur une tablette mésopotamienne, confirment l’existence ancienne de leur croyance.
Pour Jean-Paul Roux, leur nom renvoie à celui du calife Yazīd Ier (680-683) qui réprima la révolte des partisans d'Ali et qui au cours de la bataille de Kerbala, tua Al-Hussein ibn Ali, fils de ʿAlī ibn ʾAbī Ṭalib et petit-fils du prophète Mahomet. Yazīd Ier étant la « bête noire » des chiites, il n'est pas possible de lier ces derniers aux Yézidis, qui resteront fidèles au calife omeyyade lors de la révolution abbasside de 750.

## Histoire du yézidisme

### Difficulté d’étudier le yézidisme

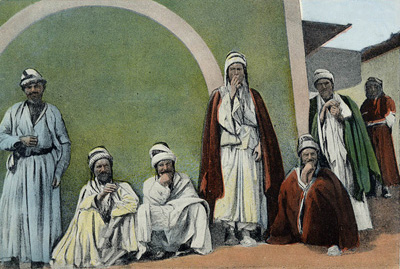
Yézidis à Mardin, fin du XIXe siècle.

L’une des premières références connues sur les Yézidis est le Livre de la Gloire, appelé Chronique des Kurdes, de Cheref ed-Din Khan, écrit en 1597. Cet émir de Bitlis (près du lac de Van, en Turquie) fait mention de sept grandes tribus kurdes, qui auraient été à un moment ou à un autre entièrement ou principalement yézidies. Dans la deuxième moitié du XIXe siècle, le vice-consul français de Mossoul, M. Siouffi, démontrait, contre l’opinion des nestoriens locaux, que le Cheikh Adi était musulman, et non l’apôtre chrétien Addaï. À la même époque, le professeur A.H. Layard étudie sérieusement cette communauté et ouvre la voie aux études ultérieures. Son nom est resté comme celui du premier savant s’étant penché sur l’étude des Yézidis. En Irak, des Yézidis ont publié un recueil de textes issus de leur tradition orale, en particulier de leur caste religieuse nommée Qewels. En URSS est cité le livre de deux auteurs yézidis, O. et J. Jelil : Kurdski folklor, publié en 1978. Les principaux ouvrages actuels de référence sont ceux de Ph. G. Kreyenbroek et de J. S. Guest. Ces auteurs insistent sur le fait que les Yézidis ne constituent pas une communauté compacte, mais des communautés dispersées, chacune méritant une étude particulière.

### Moyen Âge
Au XIIe siècle, le Cheikh Adi semble avoir eu une influence durable chez les Yézidis orientant leur religion vers le mysticisme. Il devint par la suite leur grand ancêtre fondateur. Les Yézidis l'ont adopté comme leur saint archétypal. Adi a été célébré à cause de sa vie sainte. Il a fondé un ordre religieux nommé d'après lui-même, al-Adawiya. Son sépulcre est indiqué par trois coupoles coniques dans les environs du village de Baadri, non loin à l'est du monastère Rabban Hormizd. Son tombeau attire toujours un grand nombre de personnes sous forme notamment de processions de nuit à la lumière des torches qui comprennent des expositions du drap de couleur verte couvrant la tombe.

### XVIesiècle
En 1513, les Kurdes sont vus comme des gens vaillants et farouches. Un document d'époque indique notamment que les Kurdes qui portent alors le turban n'ont pas voulu recevoir la secte de Sich Ismaël.

### XVIIesiècle
Au XVIIe siècle, les Jésides (Yézidis) avaient des différends avec les Turcs.
À la même époque, les us et coutumes de certains membres de cette communauté sont décrits par Michel Febvre. Celui-ci considère que les Yézidis pouvaient détester les Turcs musulmans qui leur demandaient plusieurs sortes de tributs, et reconnaître une similitude entre Jésides et Jésus-Christ. Pour lui, les Jésides avaient deux formes d’habits : les uns étaient vêtus en noir, les autres à la manière du pays. Les habits noirs étaient portés par les fakirs, hommes mariés monogames et respectés. L'activité économique consistait alors à garder les troupeaux, notamment de chèvres, et à l’ensemencement des terres. Cela peut leur donner un air de nomades bien qu'ils aient une maison.
Les Yézidis sont décrits par les musulmans comme des adorateurs de Dieu mais, pour Michel Febvre, ils refusent surtout de maudire le diable qu'ils craignent. Il en donne plusieurs raisons. Ils appellent le diable l'Ange paon, « celui que vous savez », ou « celui que les ignorants maudissent ».
Pour Michel Febvre, ils n'ont pas de système d'écriture propre, ce qui provoque des variations dans leurs croyances, ainsi ils peuvent croire, selon les cas, à la Bible, à l'Évangile ou au Coran qu'ils peuvent d'ailleurs considérer tous trois comme descendus du Ciel. Ils peuvent apprendre des textes saints pour les chanter ou les jouer à la guitare ou lors d'un festin.
Ils font leur prière face au levant. Ils enterrent leurs morts, mais ne pleurent pas la mort des Yézidis vêtus de noir.
Les Jésides noirs sont intronisés par les paroles : « Entre dans le feu et sache que dorénavant tu es disciple de Iézide, et qu'en cette qualité tu dois souffrir les injures, les opprobres et les persécutions des hommes pour l'amour de Dieu. Cet habit te rendra odieux à toutes les nations, mais agréable à ta divine majesté». » Ils s'interdisent de tuer des animaux.
En revanche, l'adultère est vu comme un crime durement sanctionné.
Toujours selon Michel Febvre, à la même époque, une alliance est passée avec une armée d'une Église chrétienne.
En 1669, une Église chrétienne observe que les Jésides font partie du peuple kurde et en parlent la langue. À ce moment, l'Église pensa pouvoir convertir les Jésides

### XVIIIesiècle
En 1745, d'après le Mercure de France, des Yézidis auraient été incorporés dans une troupe de 30 000 combattants kurdes.
À la même époque, Anton Friedrich Büsching, indique que des Kurdes habitaient déjà à Nasibin ville séparée par un désert très stérile de 30 ou 40 lieues de la ville de Mossoul.
À la même époque, on indique la présence d'une communauté yézidie au pied du mont Süphan Dağı situé au nord du lac de Van. À l'époque, ils sont considérés comme mal-aimés de leurs voisins perses et très attachés à leur croyance, dans laquelle ils reconnaissent les prophètes chrétiens et musulmans. Ils portent alors des vêtements noirs et une coiffure noire et rouge. Cette communauté ne pratique pas le prosélytisme.

### XIXesiècle
En 1838, certains Kurdes du Sindjar sont exterminés.
En 1832, le prince du Botan Bedirxan Beg lance une campagne d'islamisation des Yézididi. Ses troupes envahissent la région de Sheikhan, peuplée par des Yézidi. Malgré la résistance de la population, les troupes de Bedirxan réussissent à occuper les villages, se livrent à des pillages et à un massacre qui reste l'un des plus sanglants de l'histoire des Yézidi. Beaucoup tentent de s'échapper en se réfugiant à Shengal, mais ils se retrouvent à devoir franchir un Tigre tumultueux. Certains parviennent à franchir le fleuve à la nage, mais les autres sont massacrés sur les berges par les troupes qui les ont rattrapés. Le nombre de victimes s'élève à plus de 12000. Le prince des Yêzidi Ali Beg est capturé et envoyé chez le prince Mohamed de Rewanduz. Celui-ci l'exécute après qu'il a refusé de se convertir à l'islam. En 1844, Bedirxan Beg, qui s'est désormais émancipé des autorités ottomanes, lance une nouvelle campagne contre les Yézidis, cette fois dans la région de Tur Abdin. Ceux qui refusent de se convertir sont emprisonnés ou massacrés. Sept villages de la région acceptent de se convertir.
Le 7 décembre 1847, les Turcs perdent une bataille contre les Kurdes à Mossoul, où des Yézidis sont engagés.
En 1878, le Journal des débats politiques et littéraires considère les Yézidis comme des nomades.
En 1892, Abdülhamid II décide de leur imposer l'impôt et le service militaire et de « redresser leurs croyances » pour les convertir à l'islam sunnite. L'armée ottomane de Ferik Ömer Vehbi Pacha ravage les villages yézidis et détruit le sanctuaire de Lalesh  où avait prêché le cheikh Adi.
En 1893, le 25 novembre, un responsable yézidi réfugié dans une montagne se soumet à Bakri Pacha.
En 1893, un écrit de 16 pages de Charles de Gertensberg est publié sur les Jésides.

### Histoire des yézidis irakiens

Drapeau yézidi

Malgré leur volonté de rester à l'écart des violents conflits confessionnels et politiques qui ensanglantent une grande partie de l'Irak, les relations avec les communautés sunnites voisines se sont gravement détériorées. Le 14 août 2007, la communauté yézidie a été la cible de quatre attentats-suicides faisant plus de 400 morts dans la province de Ninive. Ils faisaient suite à une série d'incidents, à commencer par la lapidation par les membres de sa communauté, y compris des membres de sa famille, le 7 avril 2007, de Doaa Khalil Assouad, une adolescente yézidie qui se serait convertie à l'islam pour épouser un musulman. Cette attaque a été l'une des plus meurtrières qu'ait connues l'Irak depuis le renversement de Saddam Hussein en 2003. C'est également la série d’attentats la plus meurtrière depuis ceux du 11 septembre 2001 aux États-Unis.

### Massacres de Sinjâr
Le 4 août 2014, pendant la guerre d'Irak, la ville de Sinjar tombe aux mains des djihadistes du groupe État islamique (ex-EIIL), à l'issue d'une brève bataille contre les peshmergas. Le 10 juin 2014, la région de Mossoul avait déjà été prise par les combattants de l’EIIL, l’État Islamique en Irak et au Levant, connu aussi sous son acronyme arabe de Daech.
Des dizaines de milliers de Yézidis fuient alors la ville et les villages environnants pour se réfugier au Kurdistan irakien,. Mais lors de l'exode, environ 600 civils sont massacrés et des centaines d'autres sont enlevés entre le 3 et le 15 août,. Les femmes enlevées par l'EI sont considérées comme des « trophées de guerre », torturées, violées, elles sont réduites à l’esclavage sexuel.
Dès le début de l'offensive en juillet 2014 de l'État islamique en Irak et en Syrie, les forces armées du PKK et du PYD s'érigent en principale force capable de freiner l'avancée djihadiste, alors même que les troupes irakiennes lui opposent une résistance quasi nulle.
En août 2014, les Unités de protection du peuple (YPG) (milices révolutionnaires du PYD-PKK) se font connaître du monde entier à la suite de leur opération d'évacuation de 200 000 Yézidis encerclés dans les monts Sinjar en Irak et abandonnés par les peshmergas.
Les forces internationales jouent aussi un rôle important dans la libération du Sinjar, notamment par des raids aériens. Cependant, si la coalition internationale affiche clairement sa volonté de soutien aux réfugiés du Sinjar, elle se retrouve face à de nombreux dilemmes. Concernant le ravitaillement en armement, la coalition envoie des armes uniquement aux peshmergas irakiens qu'elle juge seule organisation fiable dans cette région. En effet, le PKK est classé comme organisation terroriste aux États-Unis et en Europe. Le YPG syrien, quant à lui, est considéré comme une branche du PKK turc. Une partie des combattants de première ligne est donc sous-équipée, mal armée et obligée de s’organiser selon ses propres moyens.

## Diaspora yézidie
Les Yézidis ont connu depuis leur origine de nombreux conflits religieux. La conséquence de cette succession de conflits est l’existence de plusieurs diasporas yézidies dans le monde aujourd'hui. Les Yézidis sont localisables au Kurdistan, mais aussi dans le Caucase au sein des anciens pays du bloc soviétique, ainsi qu'en Europe de l'Ouest, principalement en Allemagne. Des communautés yézidis peu nombreuses sont aussi présentes en Amérique du Nord.

### Caucase
La migration des Yézidis vers le Caucase a commencé au XIXe siècle avec la multiplication des persécutions physiques et des intimidations confessionnelles de l’Empire ottoman contre les Yézidis et d’autres minorités. En effet, les Yézidis ont souvent partagé le destin des Arméniens sur les routes de l’exode. En 1874, deux tribus yézidies arrivent dans le Caucase sous influence de la Russie tsariste et demandent le protectorat des autorités locales. Le statut des Yézidis au sein de l’Empire ottoman se dégrade encore lors de la prise de pouvoir de 1915 par les Jeunes-Turcs, parti politique nationaliste révolutionnaire, en plein cœur de la Guerre mondiale. La volonté du pouvoir en place est alors d’éradiquer tous les peuples de confessions non-musulmanes. Cette période marque une première vague de migration très importante de Yézidis dans le Caucase soviétique. Cette forte immigration continue jusqu’en 1920. Les Yézidis s’installent dans les régions d’Erevan dans l’actuelle Arménie, et de Tbilissi dans l’actuelle Géorgie. Ils fondent des villages mixtes avec des Arméniens. À cette époque, la Russie en accueillant sur ses terres des Yézidis affichait un acte de protectorat pour des minorités religieuses autres que chrétiennes.
En parallèle, après la révolution russe de 1917, la région du Caucase passe sous contrôle soviétique. En 1922, la Géorgie, l’Arménie et l’Azerbaïdjan sont regroupés au sein de la République socialiste fédérative soviétique de Transcaucasie. Les bolcheviques ont dans les années 1920 l’objectif de faire émerger « une véritable conscience politique soviétique » de cette région située à l’extrême sud-ouest de l’URSS. L’enjeu est donc de divulguer le modèle soviétique au sein des nombreuses minorités composant cette région. Chez les populations yézidies, cela passe par l’élévation du niveau social et culturel de cette population isolée dans des endroits difficiles d’accès. L’entreprise de cette politique bolchevique a pour conséquence de réduire le taux d’illettrisme chez les yézidis, mais, dans un même temps de provoquer le repli sur soi de cette communauté très attachée aux traditions ancestrales. Ce dernier point s’explique par la répression soviétique de toute manifestation religieuse. Les Yézidis forcés de pratiquer leurs cultes religieux dans la clandestinité vont progressivement abandonner une partie de leurs pratiques religieuses.
Durant les années 1937 et 1938 les Yézidis et les autres peuples minoritaires de la région sont victimes des répressions staliniennes. Le pouvoir soviétique en place juge ces populations « douteuses » car majoritairement présentes en dehors des frontières de l’URSS. De nombreuses familles kurdes et yézidies sont déportées en Asie centrale notamment au Kazakhstan. Cette première déportation n’est en réalité que l’ébauche de la déportation massive de 1944 qui s’apparente à un véritable « nettoyage ethnique ». Les Soviétiques justifient leur action en accusant ces peuples du Caucase de collaboration avec l’ennemi allemand. En effet, ces peuples caucasiens se seraient rapprochés de la Turquie, elle-même alliée à l’Allemagne nazie, car très proche géographiquement : les deux régions sont frontalières. Des régions comme celle de la Géorgie actuelle furent complètement nettoyées de leur population yézidie. Pour des raisons inconnues Staline fit stopper les déportations en 1950, dès 1956 des populations yézidies repeuplèrent le Caucase craignant l’assimilation aux populations musulmanes d’Asie centrale.
Après la Seconde Guerre mondiale « le rideau de fer » instauré par les Soviétiques a empêché tout retour des Yézidis dans leur région d’origine. Progressivement les peuples yézidis du Moyen-Orient et du Caucase vont connaître un éloignement culturel.

### Europe de l'Ouest
Les communautés yézidies présentes dans les pays du Caucase vont progressivement s'imprégner de la culture soviétique plus proche d'un modèle occidental.
Entre 1970 et 1990 de nombreuses réformes sociales permettent aux yézidis de bénéficier de privilèges et d’avantages sociaux grâce à leur statut de minorités. Dans les années 1980 la Géorgie est même qualifiée de « foyer culturel kurde ».
Les années 1990 et la chute du bloc soviétique marque un nouveau tournant. Pour les anciennes République socialiste soviétique d'Arménie et République socialiste soviétique de Géorgie, la préoccupation n’est plus l’intégration des minorités mais l’émergence d’une identité nationale. Les conséquences sont doubles. D’une part, les aides sociales sont revues à la baisse et les Yézidis sont de nouveau dans une situation de précarité économique. D’autre part, les Yézidis subissent les incitations à la haine raciale notamment véhiculée par la presse.
Ce revirement de situation touche surtout la jeune population yézidie qui dès 1995 préfère choisir l’immigration vers les pays d’Europe tels que l’Allemagne ou la France. D’autre part, les jeunes Yézidis qui choisissent de rester renoncent de plus en plus au yézidisme en se convertissant au christianisme. Ces choix sont guidés par l’espoir d’une intégration dans la société de ces pays. D’autant plus que, contrairement à leurs parents qui sont arrivés avec le statut d’immigrés, ces jeunes sont parfaitement intégrés sur le plan culturel et linguistique, mais se sentent toujours marginalisés du fait de leurs origines. De plus, les mariages entre yézidis et géorgiens ou arméniens sont aujourd’hui fréquents. Cette évolution peut paraître paradoxale : le yézidisme semblait mieux sauvegardé sous le régime communiste qui empêchait pourtant toute manifestation religieuse.

### Amérique du Nord
Des communautés yézidies sont aussi présentes en Amérique du Nord. On trouve ainsi des yézidis aux États-Unis et au Canada.

## Religion yézidie
Les Yézidis font remonter leur calendrier religieux à 6 764 années (en 2014). Par rapport à d'autres religions majeures, le calendrier yézidi a :
- 4 750 années de plus que le calendrier chrétien (5 500 années de la Création à la naissance du Messie, plus 2 018 années = 7 518 années depuis la Création) ;
- 990 années de plus que le calendrier juif (5 778 années en 2018) ;
- 5 329 années de plus que le calendrier musulman.

Ce calcul des années s'étend depuis la Création à nos jours.

### Origines de la croyance yézidie
Entre le IXe et le VIIIe siècle av. J.-C., des tribus iraniennes (les Mèdes) s'installent sur les terres du Kurdistan actuel. Le zoroastrisme a été pendant des centaines d'années la religion dominante et a exercé une influence importante sur les Kurdes et sur leurs croyances. Cependant une partie des Kurdes ne s'était pas convertie au zoroastrisme. Ils étaient restés fidèles à leur ancienne religion : le yazdanisme. Selon le kurdologue Serbi Rechid, le zoroastrisme s'est répandu en Médie à partir du VIe siècle av. J.-C., mais n'est pas devenu dominant. Jusqu'au Ve siècle apr. J.-C., la majorité des Kurdes habitant Zagros, Cizir, Botan et Kirkouk pratiquaient le yazdanisme.
Cette religion médique survit aujourd'hui à travers trois religions kurdes : le yézidisme, l'alévisme et le yârsânisme. D'ailleurs le mot « yazdanisme » est un terme académique du kurdologue Merhad Izady. Selon ce dernier, cette religion médique pouvait s'appeler « yazdanisme » mais également « yézidisme ». Merhad Izady a fabriqué le terme « yazdanisme » afin de différencier cette religion du yézidisme actuel. Car le yézidisme du XXIe siècle a subi des modifications depuis sa fondation. Notamment lors de la réforme de Cheikh Adi qui a eu lieu au XIIe siècle. Le yézidisme est une survivance de l'ancienne religion médique, qui au cours de son existence a absorbé des éléments exogènes, afin de s'adapter à un environnement hostile.
De nombreuses similitudes existent entre le yézidisme et le zoroastrisme. Mais, contrairement aux indications de nombreuses études publiées, le yézidisme n'est pas dérivé du zoroastrisme. Ces deux religions ont en effet des racines communes. Le yézidisme est une survivance de l'ancienne religion médique, religion dans laquelle le Dieu était tout-puissant et avait un serviteur, Mithra, qui est, entre autres, une divinité solaire. Aujourd'hui on retrouve la même interdépendance entre Xwede et l'archange Taous. Le zoroastrisme, quant à lui, est une réforme du mithraïsme / mazdéisme, autre appellation de cette ancienne religion médo-iranienne.
Les spécialistes des religions soulignent le syncrétisme religieux dont est issu le yézidisme. La cosmogonie yézidie présente de troublantes similitudes avec les religions de l'ancien Iran, les religions prézoroastriennes puis zoroastriennes du VIIe siècle au IVe siècle av. J.-C. Ces analogies sont principalement dues à la présence de nombreux Kurdes de la vieille foi dans la vallée de Lalish et à l'isolement de cette dernière. Au XIIe siècle, Cheikh Adi, maître soufi, s'installe à Lalish et y enseigne ses préceptes auprès de la population yézidie. Adi adapte ses caractéristiques musulmanes au yézidisme. Cependant, si pour certains la croyance yézidie comprend des éléments qui permettent de la percevoir comme un syncrétisme religieux, cette thèse reste débattue.
La tradition orale de cette croyance est un des principaux facteurs qui jouèrent en sa défaveur aux yeux des musulmans. Ceux-ci, ne reconnaissant comme leurs égaux que les gens du Livre, voyaient d’un mauvais œil ces communautés rebelles et païennes. Or les yézidis ne sont pas des disciples d’une tradition religieuse uniquement orale : deux livres sacrés serviraient de bases à leurs lois et rites.

### Description de la croyance yézidie
Malek Tawûs est un archange dans la religion yézidie. Malek Tawûs est souvent représenté par un paon selon son nom et parce que le paon symbolise la diversité, la beauté et le pouvoir. Pour les yézidis, leur dieu unique est le créateur du monde mais n’en est pas le conservateur. Cette tâche a été déléguée à un cortège de sept anges dirigé par le plus important d’entre eux : Malek Tâwus. Selon la foi yézidie, Malek Tawûs est une émanation et un serviteur du Tout-Puissant. Le premier jour (un dimanche) Dieu a créé l'ange Azrail, qui est une autre appellation de Malek Tawûs. Le deuxième jour (lundi) Dieu a créé Dardail, le troisième jour, Israfil, puis Machael, Anzazil et Chemnail[réf. nécessaire]. Enfin, le septième jour (samedi) Dieu a créé Nourail. Dieu a ensuite proclamé « Malek Taous » chef de tous les autres anges. « Malek Tawûs » signifie littéralement « ange paon » en Êzdîkî. En un sens, on peut faire un parallèle avec le dieu Soleil iranien Mithra, qui lui-même n'était pas le Dieu suprême, mais un serviteur de Dieu.
Dans l'Iran ancien le nom métaphorique du Soleil était « Tavous-é Falak », ce qui veut dire le « Paon Céleste ». Dans la Grèce antique, le paon était le symbole du Soleil. Dans la mythologie hindoue les plumes du paon étaient considérées comme une représentation du ciel et des étoiles. Dans le yézidisme, le Soleil est considéré comme une source de bonté, de lumière, de chaleur mais surtout de vie. Cependant les Yézidis ne sont pas « des adorateurs du Soleil » : Dieu a créé le Soleil et les Yézidis se prosternent devant cette création divine.

### Traditions et interdits du yézidisme
Les Yézidis possèdent deux livres sacrés : le Kitêba Cilwe, le Livre des Révélations, et le Mishefa Reş, le Livre noir. Le Kitêba Cilwe décrit Malek Taous et sa relation spéciale avec les yézidis, alors que le Mishefa Reş décrit la création de l’univers, des sept grands Anges, des Yézidis et les lois que ces derniers doivent suivre.
On peut observer un important nombre de rites que les Yézidis et les zoroastriens ont en commun. Les Yézidis prient 5 fois par jour, comme les zoroastriens, et comme les musulmans. On remarque également que la prière yézidie du matin (pendant laquelle les Yézidis prient en direction du Soleil) ressemble à la prière zoroastrienne. Comme les zoroastriens, les Yézidis sont organisés en castes et ont des tabous liés aux 4 éléments (terre, feu, air et eau). Les Yézidis pratiquent également le sacrifice du taureau (culte de Mithra), ce qui jadis était pratiqué par les mazdéens [réf. souhaitée]. Les Yézidis et les zoroastriens partagent le même jour férié : le mercredi[pourquoi ?].
Les animaux détiennent une place spéciale dans les vieilles religions, particulièrement dans le mithraïsme. Certains animaux sont peints sur les icônes mithriaques, et les mêmes animaux sont représentés sur le temple Lalesh. Leurs interprétations sont aussi identiques à celles de la religion mithriaque. Mithra, une divinité iranienne, a sacrifié selon la légende un taureau. Les Yézidis en font de même en automne. Ils sacrifient chaque année un taureau pour l'humanité entière et pour un monde plus harmonieux. Dans les temps anciens le taureau symbolisait l'automne et son abattage devait être suivi d'une année verte, pluvieuse et fructueuse. Dans le mithraïsme le serpent symbolisait le cosmos. Les Yézidis respectent particulièrement le serpent — surtout le serpent noir. Selon la foi yézidie, le serpent est un symbole de la sagesse. À l'entrée du temple Lalesh, un serpent noir est représenté.

## Société yézidie

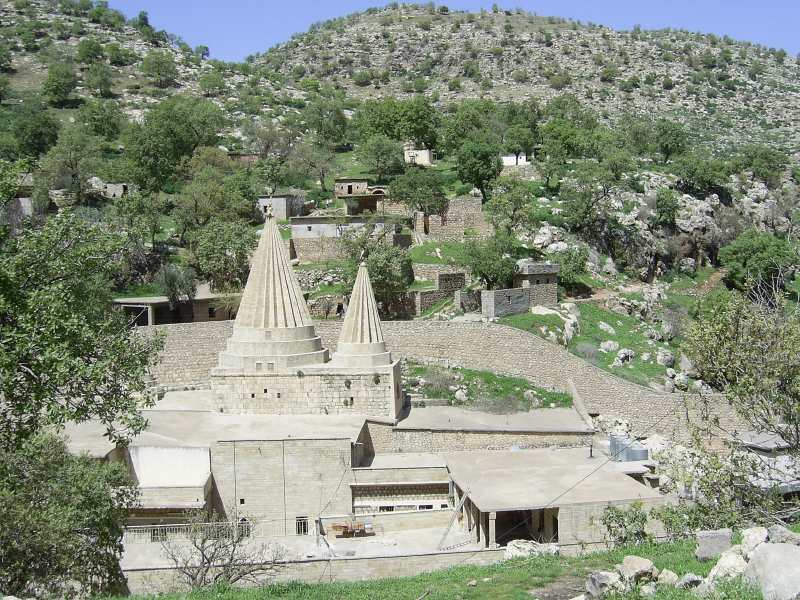
Temple de Lalish

La société yézidie est une société de castes et de clans.

### Système social yézidi
Les Yézidis ont un système de castes depuis leur fondation, mais le système a été mis à jour par le réformateur Cheikh Adi. Au sommet de cette hiérarchie il y a le « Prince » yézidi, le « Mîr ». Juste au-dessous de lui est le Baba Cheikh, le « Pape » yézidi. Les « Faqirs », les « Qewels » et les « Kocheks » (qui sont des serviteurs religieux) servent le Baba Cheikh. Toutes ces positions hiérarchiques sont prises par deux des trois castes yézidies principales, les Cheikhs et les Pirs, tandis que la majorité des Yézidis font partie de la caste des Murides. La tradition religieuse interdit aux Yézidis le mariage avec les personnes pratiquant une autre religion et entre les membres des différentes castes.
Le Mîr est le chef temporel et religieux des Yézidis. Il est reconnu par les Yézidis comme étant leur représentant officiel. Le titre du Mîr est héréditaire.
Le Baba Sheikh est le chef spirituel des Yézidis. Il est présent lors des rencontres religieuses importantes et lors des cérémonies, particulièrement celles qui se font à Lalesh. Une fois par an le Baba Cheikh visite tous les villages yézidis pour donner ses bénédictions et célébrer des cérémonies religieuses. Pendant ces visites il résout également les éventuels conflits parmi les villageois.
La caste des Cheikhs est la plus honorée des trois castes : les Cheikhs exercent les fonctions les plus importantes dans la religion. « Cheikh » est un mot arabe qui signifie « dirigeant », « aîné d'une tribu », ou alors « homme saint ». La caste des Cheikhs a été fondée par Cheikh Adi et l'adhésion à cette caste est héréditaire.
La caste des Pîrin est la seconde caste religieuse des Yézidis. Pîr est un mot kurde qui veut dire « vieux » comme adjectif et « vieillard » comme nom.
Les Pîrin et les Cheikhs assistent aux mariages, aux obsèques, et jouent le rôle de conseiller familial. Il y a aujourd'hui 40 clans familiaux de la caste des Pîrins, alors qu'avant le XIIe siècle il y en avait 90.
La caste des Murides constitue la majorité des Yézidis. Cette caste n'est pas une caste religieuse, cependant les Murides peuvent porter un titre de noblesse (Ara, Beg ou alors Makhul). Il existe aujourd'hui 99 grandes familles au sein de cette caste.

### Yézidis et Kurdistan
Pendant de longues décennies, connaître les statistiques du nombre de Yézidis en Irak était très difficile. Un temps, les Yézidis étaient même vus comme un peuple et une croyance en voie de disparition, et des chiffres indiquant moins de 15 000 Yézidis en Irak circulaient. De plus, souvent, en Occident, les Yézidis étaient confondus à tort avec les zoroastiens (croyance originelle de l'Iran), mais les Yézidis et les zoroastriens ont des croyances et une histoire différentes. En revanche, depuis 2003, et la chute de Saddam Hussein, un recensement des Yézidis indique des chiffres beaucoup plus importants en Irak, de l'ordre de plus de 600 000 personnes, ce qui placerait l'Irak comme le pays ayant le plus de Yézidis au monde. En 2003, les Yézidis obtinrent deux députés en Irak, en vertu de la nouvelle constitution, plus favorable aux minorités. En Iran, le nombre de Yézidis doit être important aussi, mais ce pays tend à diminuer pour des raisons politiques le poids de cette communauté religieuse, en indiquant des chiffres tronqués. En Iran, les Yézidis subissent le même sort que les Zoroastriens.
Depuis 2003 et la chute de Saddam Hussein, le droit des Yézidis de pratiquer leur culte est reconnu par la nouvelle Constitution irakienne et par la Constitution du Kurdistan fédéral. Les yézidis sont représentés au parlement et ont deux ministres.
En Turquie, les Yézidis vivent dans le Sud-Est du pays, plus particulièrement dans la région d'Urfa-Viransehir. Mais leur nombre a diminué depuis les années 1970, où la communauté comptait 80 000 personnes : 23 000 en 1985, 423 seulement selon le recensement de 2000 et finalement 377 en 2007 (dont Urfa 243, Batman 72, Mardin 51, Diyarbakır 11 personnes). Ils ont immigré en Europe, surtout en Allemagne (50 000 personnes) et en Suède (20 000 personnes). Cependant des sources non gouvernementales[Lesquelles ?] font état d'une dizaine de milliers dans la région de Van et du Caucase. [réf. souhaitée]
Le PKK (parti des travailleurs du Kurdistan) doute des chiffres bas fournis par la Turquie, surtout quand les derniers chiffres des statistiques de 1965 indiquaient 100 000 Yézidis en Turquie.
En Syrie, la communauté yézidie compte environ 150 000 personnes[réf. nécessaire]. Ils sont essentiellement installés sur la frontière irakienne, au nord-est.
Des groupes Yézidis sont présents en Jordanie et en Afghanistan[réf. nécessaire]. En Arabie saoudite, la religion yézidie n'est pas reconnue. Des groupes sont pourtant présents dans le Nord-Ouest du pays, mais on ignore le nombre d'adeptes de cette religion dont les membres sont persécutés en ce pays[réf. nécessaire].
L'Arabie saoudite ne reconnaît pas la présence religieuse de Yézidis en son territoire, comme toute présence religieuse non-musulmane.

### Ethnie
Certains Yézidis sont tentés de renier leurs liens ethniques avec la nation kurde. Cela est dû à des conflits religieux qui les ont opposés aux Kurdes musulmans.
On estime cependant que les yézidis sont ethniquement kurdes et qu'ils sont même une composante du peuple kurde, d'abord parce qu'ils parlent le kurmandji, comme leurs voisins ; ensuite, parce que les traditions, coutumes et fêtes yézidies existent également chez les autres Kurdes. Enfin le yézidisme est la religion qui se rapproche le plus de ce que les anciens kurdes pratiquaient autrefois.
Avant l'apparition de l'islam, au VIIe siècle, les Kurdes étaient yézidis, zoroastriens, juifs ou chrétiens. Au fil du temps, beaucoup de Kurdes se convertirent à l'islam mais des chrétiens, des yézidis, des zoroastriens et des juifs demeurèrent au Kurdistan (la plupart des juifs partirent lors de la création de l'État d'Israël, entre 1947 et 1949). Si les musulmans (chiites, sunnites, alévis, yârsânistes) sont de nos jours majoritaires au sein du peuple kurde, les Yézidis n'en demeurent pas moins une composante majeure.

## Persécutions

### Génocide
Les tueries de Daech ont visé spécifiquement les Yézidis : esclavage sexuel des femmes vierges vendues aux chefs ou aux soldats, assassinats par balle, décapitation ou torture des autres femmes et des hommes pubères, enfants drogués, islamisés et transformés en combattants. Aucun partisan de Daech n'a été à ce jour jugé pour génocide. Le Sénat français a cependant reconnu l'existence du génocide des Yézidis le 14 novembre 2016.

#### Textes sacrés
- Livre de la révélation (en kurde dialecte kurmanji Jilwe, Ketêba Jelwa, Kitêba Cilwe ; en arabe Kitâb al-Jilwah ; publié en 1913 ; attribué à Sheikh Adi ibn Musafir, mort en 1162) . Trad. en anglais par Isya Joseph (1919) et E. G. Browne : Kitab al-Jilwah, 2016, 32 p.. Trad. en français par Anastase Marie de Saint Élie, "La découverte récente des deux livres sacrés des Yézidis", Anthropos, Vienne, t. VI, 1911, p. 1-39.
- Livre noir (Mashafâ Resh en kurde dialecte kurmanji, Mechef Rech ; publié en 1911). Trad. en anglais  . Trad. en français par Anastase Marie de Saint Élie, « La découverte récente des deux livres sacrés des Yézidis », Anthropos, Vienne, t. VI, 1911, p. 1-39.
- extraits :

#### Sources historiques
- Muhammad al-Shahrastani (trad. Peeters/UNESCO), Livre des religions et des sectes, 1986-1995, 578 p.
- Mîr Sharaf al-Dîn Bidlîsi (trad. François-Bernard Charmoy), Sharafnâma. Chronique dynastique kurde, Saint-Pétersbourg, Académie des sciences, 1868-1875

#### Études
- Bayram Balci, Religion et politique dans le Caucase post-soviétique : les traditions réinventées à l'épreuve des influences extérieures, Paris, Istanbul, Maisonneuve & Larose, 2007, 365 p. (ISBN 978-2-7068-1967-4)
- Mercier Célia, Il nous traitait comme des bêtes, Paris, Flammarion, 2015
- Maurizio Garzoni, Notice sur les Yésidis, 1790
- Patrick Desbois et Nastasie Costel, La Fabrique des terroristes : dans les secrets de Daech, Fayard, 2016
- Joachim Menant (préf. Gilles Munier), Les Yezidis, Ceux Qu'on Appelait Les Adorateurs Du Diable, Paris, Erick Bonnier, 2014
- Sabri Cigerli, Les Kurdes et leur histoire, Paris, L'Harmattan, coll. « Comprendre le Moyen-Orient », 1999
- (en) J. S. Guest, The Yezidis, Londres, KPI, 1987
- (en) Ph. G. Kreyenbroek, Yezidism : Its Background, Observances and Textual Tradition, The Edwin Mellen Press, 1995
- Roger Lescot, Enquête sur les Yézidis de Syrie et du Djebel Sindjar, Beyrouth, Librairie du Liban, 1975
- Michel Malherbe, Les religions de l'humanité, Criterion (ISBN 978-2-7413-0043-4 et 2-7413-0043-7)
- Jacqueline Sammali, Être Kurde, un délit ? Portrait d'un peuple nié, L'Harmattan, 2000
- J. Sellier et A. Sellier, Atlas des peuples d'Orient, Moyen-Orient, Caucase, Asie centrale, Paris, La Découverte, 1993
- D. Sourdel et J. Sourdel, Dictionnaire historique de l’Islam, Paris, PUF, 1996
- J. Yacoub, Les Minorités dans le monde — Faits et analyses, Paris, Desclée de Brouwer, 1998
- Stéphane Yerasimos, Questions d'Orient — Frontières et minorités des Balkans au Caucase, Paris, La Découverte / Hérodote, 1993
- Les Kurdes yézidis en Géorgie, France, Commission des recours des réfugiés, 11 juin 2004
- Les Kurdes yézidis en Arménie, France, Commission des recours des réfugiés, 15 avril 2005
- Marguerite Rutten, Eugène Cavaignac et René Largement, « Ninive », Supplément au Dictionnaire de la Bible 6,‎ 1960, col. 480-505
- (en) Julian Reade, « Ninive (Nineveh) », dans Reallexikon der Assyriologie und Vorderasiatischen Archäologie, vol. IX (5-6), Berlin, De Gruyter, 2000, p. 388-433
- (de) Şefik Tagay et Serhat Ortaç, Die Eziden und das Ezidentum : Geschichte und Gegenwart einer vom Untergang bedrohten Religion, Hambourg, Landeszentrale für politische Bildung, 2016, 217 p. (ISBN 978-3-946246-03-9).